# L'Arrabassada (Regencós)
L'Arrabassada és un veïnat del municipi de Regencós (Baix Empordà) sorgit a la vora de la carretera GI-653, al sud-oest del terme. El 1989 figurava com una unitat de població o barri del municipi. Les masies disperses són grans edificis dels segles XVI-XVIII.
Un exemple d'aquestes cases de pagès és Can Donjó.